# Consello da Mocedade
El Consello da Mocedade (Consejo de la Juventud) fue una agrupación política constituida a finales de 1963 por iniciativa del primer grupo de Unión do Povo Galego que pretendía constituir un grupo político galleguista al margen del galleguismo cultural desarrollado por Ramón Piñeiro. Esta agrupación se integró en su mayor parte en el grupo Brais Pinto y la Unión do Povo Galego (Xosé Luís Méndez Ferrín, Bautista Álvarez, Reimundo Patiño, Xosé Alexandre Cribeiro) pero también otro grupo vinculado al propio galleguismo cultural como Arcadio López Casanova, Salvador García-Bodaño, Xosé Luís Rodríguez Pardo. Su secretario general fue Antón Moreda, y en total agrupaba a unos cincuenta miembros. La tensión entre los dos grupos constituidos y su diferente visión, una propugnando la homologación con los países de Europa occidental y otro muy influido por la descolonización de los países del Tercer Mundo, condujo a la inoperatividad de la organización. Al final, los afines a Ramón Piñeiro, que eran mayoría, celebraron una reunión a comienzos de 1964 y decidieron expulsar a los minoritarios, incluyendo al Secretario General, que refundaron la Unión do Povo Galego. Sin embargo, el Consello da Mocedade prácticamente desapareció poco después.